# Satya Nadella

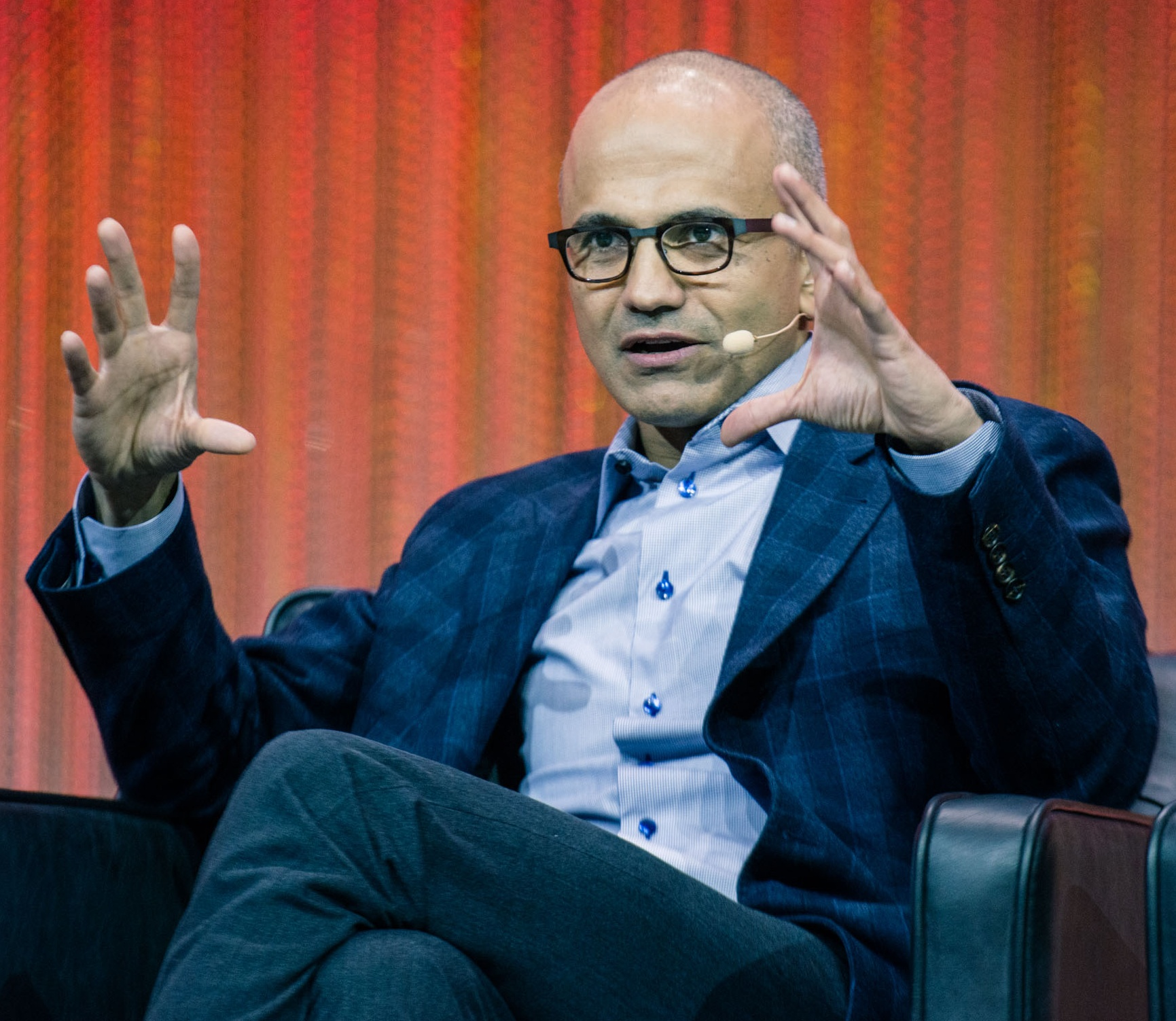
Satya Nadella

Satya Nadella (telugu సత్యనారాయణ నాదెళ్ల, urdu نادیلا ستیہ ناراینہ) (Hyderabad, 19 agosto 1967) è un dirigente d'azienda indiano naturalizzato statunitense, dal 4 febbraio 2014 amministratore delegato  di Microsoft.

## Biografia
Nato a Hyderabad (nello stato indiano dell'Andhra Pradesh), ha frequentato la Hyderabad public school prima di laurearsi in Ingegneria Elettronica e Comunicazione alla Manipal university.
Dopo il trasferimento negli Stati Uniti, Nadella ha ottenuto il master in Informatica presso l'università del Wisconsin-Milwaukee, e un MBA presso la Booth School of Business dell'università di Chicago.
Nadella ha lavorato per Sun Microsystems come membro dello staff tecnologico fino all'assunzione in Microsoft nel 1992. Per Microsoft ha operato come vicepresidente del settore R&D per la divisione servizi online e vicepresidente della sezione business; in seguito è diventato presidente della divisione Server e tool di sviluppo in ambito business, dove si è dedicato tra le altre cose all'evoluzione tecnologica e commerciale con peculiare attenzione all'infrastruttura cloud; in particolare ha trasferito l'infrastruttura di basi di dati, server e tool di sviluppo sul sistema Azure.
Il 30 gennaio 2014 si fa il suo nome quale candidato a diventare il nuovo AD di Microsoft. Pochi giorni dopo, il 4 febbraio, Microsoft annuncia che Nadella sarà il nuovo amministratore delegato in sostituzione di Steve Ballmer.